# Mustafa Balel
Mustafa Balel (né à Sivas le 1er septembre 1945) est un écrivain et traducteur turc. 

## Biographie
Il a enseigné la langue française dans les lycées de son pays de 1968 jusqu'en 1997. Il a traduit en turc des œuvres des écrivains français Michel Tournier (Le Coq de la bruyère, La Goutte d'or, Le Médianoche amoureux, Eléazar ou la Source et le brouissaille), Yann Queffélec (Les Noces barbares), Pascal Bruckner (Lunes de fiel, les Voleurs de beauté), Jorge Semprún (Netchaïev est de retour), Panaït Istrati (Le Pêcheur d’éponges), Jean-Philippe Toussaint (La Salle de bain, Monsieur), Dragan Babić (le Dernier exilé), Marlene Amar (La femme sans tête) etc., et en français des œuvres de poètes turcs, dont Ayten Mutlu (le Soir Dans le Bateau Long, Les Yeux d'Istanbul).
Il collabore également à la rédaction de plusieurs encyclopédies, Larousse (GDL, Mémo), Axis 2000, et bien d’autres.
Il a publié " Öykü ", l’une des toutes premières revues littéraires de la Turquie, destinée aux amateurs de récits courts.
L’auteur qui offre à ses lecteurs des textes tissés de mots bien choisis, des mots raffinés mais aussi ceux, plus rugueux, qui sont indispensables pour peindre la vie et les vivants, est un maître de la narration et du dialogue. Il a retenu l’attention de ses lecteurs par ses romans et nouvelles, rédigés dans un langage poétique et vivant, qui relatent les sujets sociaux dans les relations entre l’individu et la société ; en particulier, il s’attache à en peindre une certaine mélancolie.[non neutre]
Dans ses œuvres on[Qui ?] constate qu’il dénote une structure matriarcale conventionnelle règne subrepticement  dans une société connue strictement patriarcale.
Mustafa Balel a gagné Lauréat de prix de nouvelle au 12e Festival d’Antalya avec sa nouvelle « Can Eriği » (Prune, 1975) et le Prix de Concours de Théâtre tenue par la Fondation de Théâtre, d’Opéra et de Ballet Turque avec son œuvre théâtral « Gün Vurgunu » (Accablée de jour, 1984).
Ses œuvres sont traduites en plusieurs langues, français, roumain, persan, bulgare, portugais, etc.

## Œuvres

### Romans
- Peygamber Çiçeği (Le bleuet, 1981; 2005)
- Asmalı Pencere (La fenêtre à la vigne, 1983; 2011)
- پنجره‌ای به شاخسار تاک (La fenêtre à la vigne, roman en langue persane, Peydayesh Publishing, Téhéran, 2017)
- Bizim Sinemamız Var ! (Mais voyons, nous avons le cinéma !, 1979)
- Cumartesiye Çok Var mı? (Samedi, c'est loin ?, 1982; 2011)
- Nöbetçi Ayakkabıcı Dükkanı (Boutique de chaussures de garde, 2005)
- جامه‌های سفیر (Les costumes du consul, en langue persane, Hamshahri Collection, Téhéran, 2015)

Les deux derniers titres sont des romans destinés aux jeunes.

### Nouvelles
- Kurtboğan (Le rocher dit Engorge - Loup, 1974)
- Kiraz Küpeler (Les boucles d'oreilles de cerises, 1978; 2010)
- Gurbet Kaçtı Gözüme (l'Exil dans mes yeux, 1982)
- Turuncu Eleni (Eleni l'Orange, 1992)
- Karanfilli Ahmet Güzellemesi (Eloge pour Ahmet à l'œillet, 2005)
- Dedemin Bakır Koltukları (Fauteuil en cuivre du grand-père, 2011)
- Etiyopya Kralının Gözleri (Les yeux du roi d'Éthiopie, 2011)
- Havlamayı Unutan Köpek (Le chien qui oublie aboyer, destiné aux jeunes, 2012)
- Ressamın Kedisi (Le chat du peintre, destiné aux jeunes, 2014)
- Inițiatoarea (recueil de nouvelles, paru à Bucarest, en langue romaine, 2014)

### Récits de voyages
- Bükreş Günleri (Les jours de Bucarest, 1985)
- İstanbul Mektupları / Avrupa Yakası (Lettres d’Istanbul / Côte européenne'', 2009)
- Lettres d’İstanbul / Rive européenne, Traduit par Sevgi Türker-Terlemez, éditions A Ta Turquie, Nancy, 2016.